# Épidémie de variole de 1974 en Inde
L'épidémie de variole de 1974 en Inde a été la dernière grande épidémie de variole du XXe siècle, avec 189 439 cas signalés en 1974-1975 avec un taux moyen de mortalité de 17,4 %.
Le dernier cas de variole en Inde survient le 24 mai 1975.

## Contexte et précédents

### Données historiques

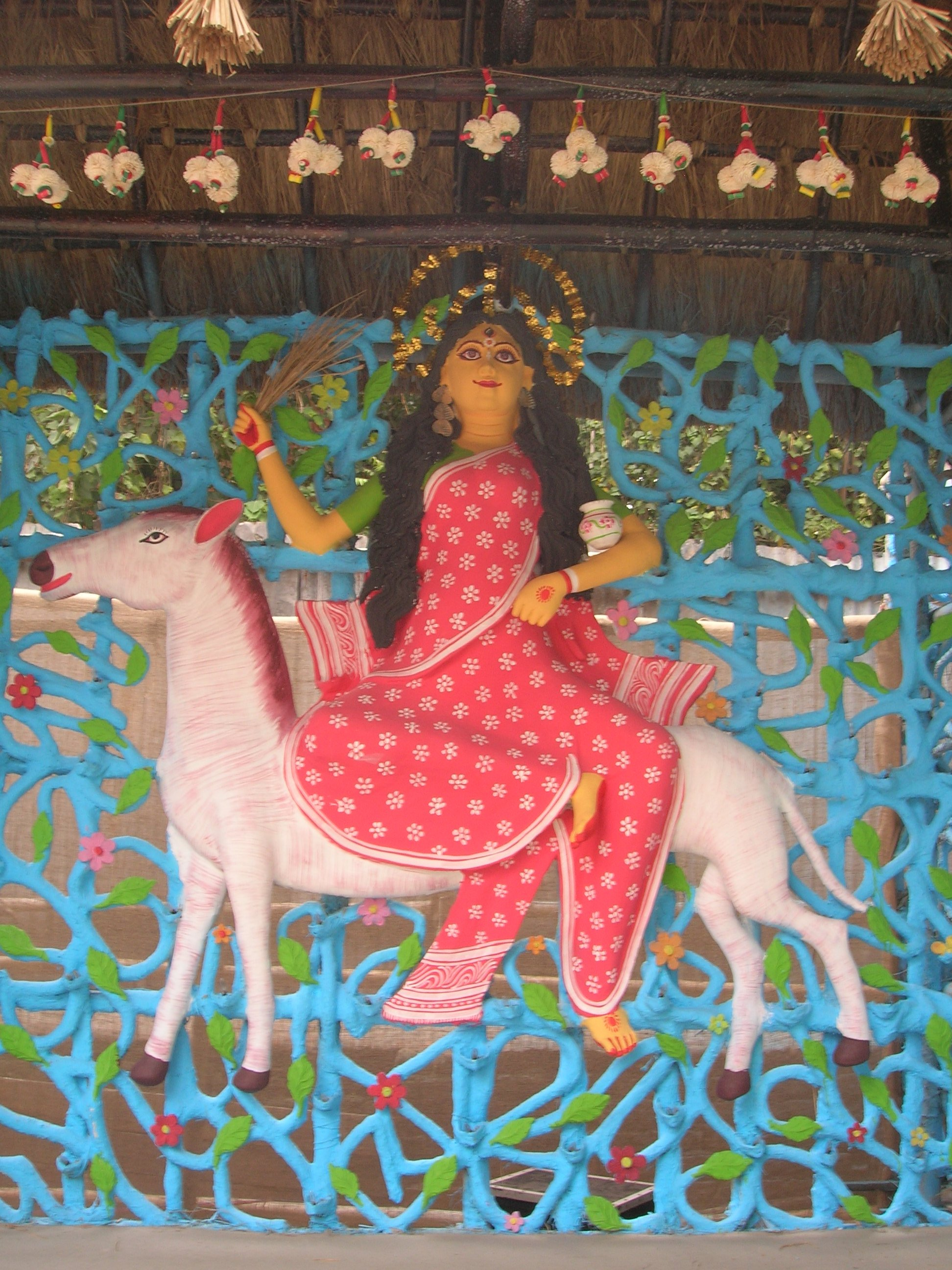
Shitala, la déesse hindoue protectrice de la variole.

Le sous-continent indien a été considéré comme un lieu d'origine probable de la variole, mais les auteurs modernes estiment que la variole aurait été introduite en Inde par le commerce avec l'Égypte au cours du Ier millénaire avant J.C.
La variole s'établit de façon endémique dans la vallée du Gange, la plus densément peuplée, et  la variolisation est plus ou moins utilisée comme moyen de contrôle quelques siècles avant les premiers établissements européens au XVIe siècle.
La vaccination est introduite en Inde en 1802, et le premier programmes de vaccination organisé débute à Bombay en 1827. Au milieu du XIXe siècle, 13 % des décès notifiés à Calcutta, et 75 % des cas de cécité en Inde, sont attribués à la variole.
Après l'indépendance de l'Inde en 1947, la vaccination est étendue aux régions qui n'en disposaient pas encore, et la variolisation interdite par la loi.  Le vaccin alors utilisé était un vaccin liquide thermosensible (instable à la chaleur), ne permettant qu'un contrôle partiel de la variole. Dans les années 1950, le nombre de décès par variole en Inde est estimé à plus d'un million par an.
En 1962, on compte encore près de 56 000 cas et 15 000 morts. À cette époque, au début du programme d'éradication mondiale de la variole par l'OMS, beaucoup pensent que l'élimination de la variole en Inde sera finalement impossible pour des raisons épidémiologiques et socio-culturelles.  

### Contexte
À la fin des années 1960, l'Inde est le 7e pays du monde par sa superficie et le 2e par sa population (1100 millions d'habitants, dont plus de 80 % en zone rurale). Cette population est aussi très mobile (pèlerinages, relations familiales ou de travail, migration intérieure) avec près de 10 millions de passagers par jour, transportés à longue distance par trains et autocars. 
L'Inde se caractérise aussi par la complexité de son administration sanitaire, comprenant trois services au niveau national qui se partagent les responsabilités de façon mal coordonnée. Ce système est répliqué au niveau loco-régional : 21 États, divisés en districts, subdivisés en unité de développements d'environ 150 à 350 villages, soit de 80 000 à 150 000 personnes. 
La croyance en la déesse de la variole Shitala, qui porte différents noms en 250 dialectes régionaux, est très répandue. Cette croyance suscite une résistance à la vaccination, par crainte de déclencher la colère de la déesse.

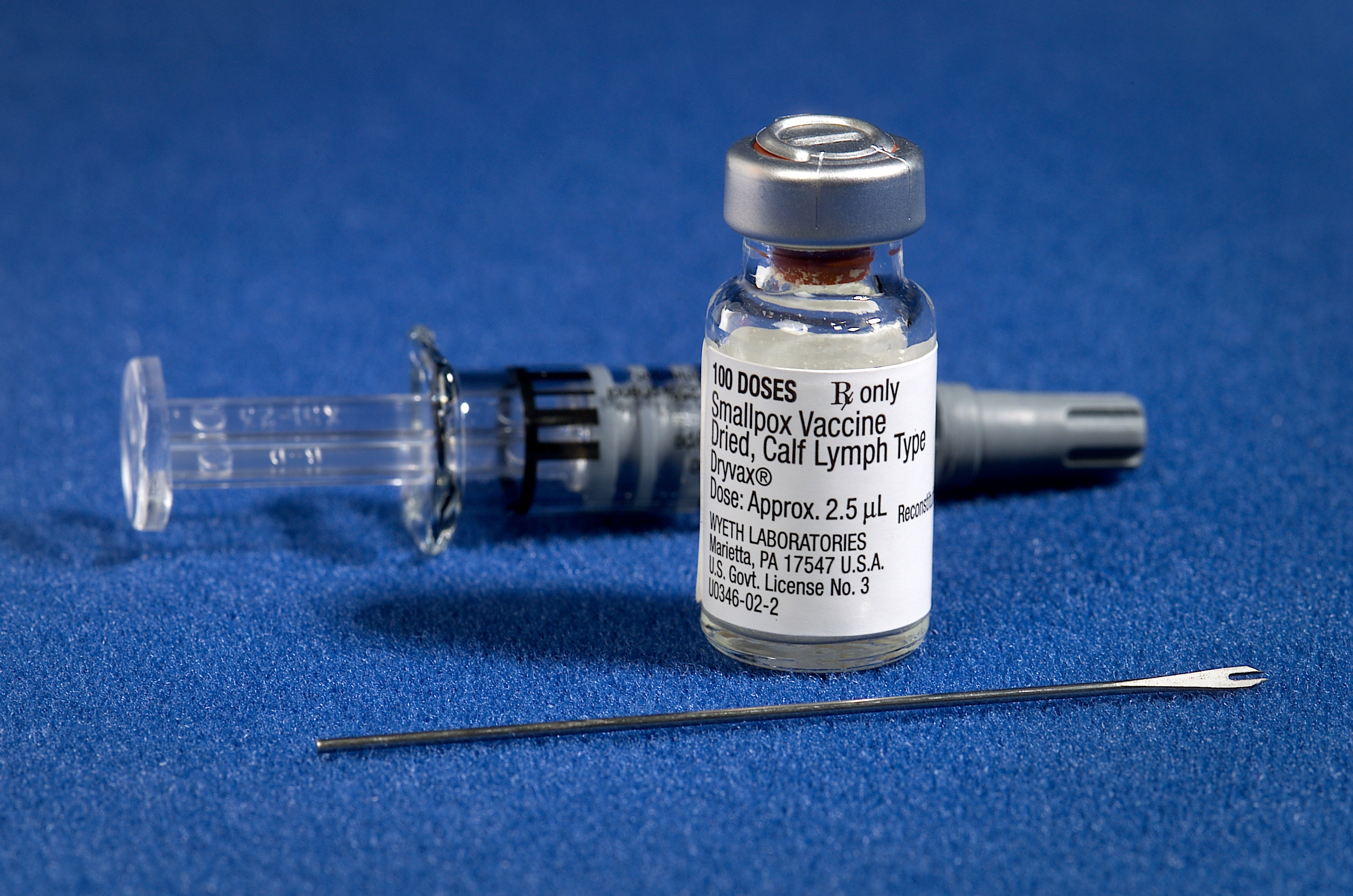
vaccin contre la variole : seringue de diluant, flacon de vaccin lyophilisé, et une aiguille bifurquée à usage unique.

Le programme d'éradication mondiale de la variole par l'OMS commence en Inde en 1962, mais le manque de ressources fait que l'OMS donne la priorité aux états moins peuplés de la région (Népal, Afghanistan, Pakistan...). En dépit du programme indien de vaccination, le nombre de cas en Inde stagne autour de 40 000 cas annuels, avec un pic de 84 000 cas en 1967, chutant à moins de 13 000 en 1970.
Au cours de ces années 1960, l'OMS lance un nouveau programme intensif avec un nouveau vaccin lyophilisé thermostable et aiguille bifurquée, une stratégie ciblée de vaccination sur les régions endémiques (surveillance-endiguement). Cependant le gouvernement indien considère ce programme comme non prioritaire, et beaucoup d'officiels restent partisans d'une vaccination de masse, avec l'ancien vaccin, visant une couverture vaccinale de 100 % (vacciner sans évaluer les résultats, ni adapter les stratégies en conséquence).
En 1973, la phase finale à l'échelle mondiale est très encourageante, la variole ne persiste plus que dans 5 pays, dont l'Inde représentant 60 % des cas mondiaux. Les quatre autres pays endémiques sont le Bangladesh, le Népal, le Pakistan et l'Éthiopie. 
En 1973, il était prévu pour cette année en Inde, près de 17 000 cas, il y en aura plus de 60 000, localisés dans quatre états de la vallée du Gange : Bihar, Madhya Pradesh, Uttar Pradesh et Bengale-occidental.

## Déroulement

### Premiers succès et rebond épidémique
À partir de juin 1973, un nouveau programme renforcé est mis en place. L'Inde est divisée en trois groupes d'états : les états non endémiques (sans cas de variole), les états endémiques, et les états épidémiques. L'accent est mis sur la détection précoce des cas, leur isolement, la recherche des cas contacts, et l'identification du patient source. 
Les opérations de recherches et vaccinations sont prévues pour être effectuées par des équipes totalisant près de 130 000 personnes susceptibles, en deux semaines, de visiter plus de 90 % de 120 millions de familles en zone épidémique. Ces équipes sont supervisées par des épidémiologistes provenant de 31 pays sous la direction de Donald Henderson, directeur du programme mondial d'éradication, et de Nicole Grasset, responsable de la région OMS de l'Asie du Sud-Est pour le même programme,.
En janvier 1974, la situation parait s'améliorer et l'optimisme prévaut, mais dès février un rebond inattendu et explosif se produit dans le Bihar. Plus de 7 000 nouveaux cas sont détectés en une semaine de mars, jusqu'à 11 000 nouveaux cas en une seule semaine de mai 1974.
Ce rebond épidémique s'explique en partie par des circonstances aggravantes : grèves prolongées dans les transports (avions et trains) rendant plus difficile le déplacement des équipes et de leur matériel, crise pétrolière doublant les coûts avec rupture de stocks, inondations catastrophiques au Bihar avec déplacement de réfugiés diffusant la variole, troubles sociaux et politiques obligeant les autorités à donner la priorité au maintien de l'ordre.
L'aggravation de la situation amène des officiels indiens et des épidémiologistes de l'OMS à penser que l'épidémie au Bihar pourrait être un cas exceptionnel, une situation où la stratégie surveillance-endiguement ne serait pas applicable. La question est posée d'un retour à la vaccination de masse à l'échelle d'un état, et non plus une vaccination ciblée.

### L'épidémie de Jamshedpur

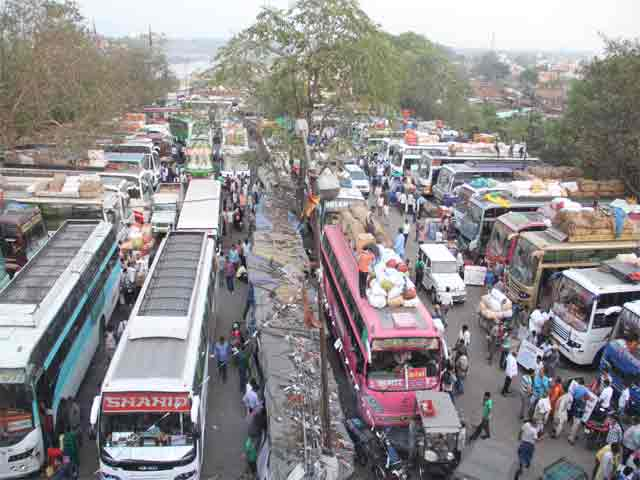
Terminus des autocars de Jamshedpur.

À partir de mai 1974, une des principales sources de l'épidémie au Bihar est identifiée : le complexe métallurgique de Jamshedpur, un des grands centres sidérurgiques de l'Inde, un centre prospère entouré de régions misérables qui attire travailleurs saisonniers, mendiants et voyageurs en transit. C'est en particulier le cas des Adivasis du Madhya Pradesh, travailleurs saisonniers qui parcourent de 300 à 800 km pour trouver un emploi. Quand ils présentent une fièvre à Jameshedpur, ils retournent chez eux et diffusent la variole dans leurs villages du Madhya Pradesh.
Près de 300 foyers de contagion totalisant au moins 2000 cas se retrouvent ainsi dans 11 états de l'Inde et au Népal, à partir de Jameshedpur, une des « plaques tournantes » de l'épidémie. Deux mois sont nécessaires pour juguler cette épidémie : points de contrôle et vaccinations lors de barrages routiers et sur les ponts, dans les gares et les stations de bus, vaccinations au porte-à-porte dans tout Jamshedpur et les villages environnants dans un rayon de 45 km. 

### Soutien international
L'épidémie de variole en Inde est bien couverte par la presse nationale, mais avec peu d'échos au niveau mondial. Le 18 mai 1974, après l'avoir publiquement annoncé, l'Inde effectue son premier essai nucléaire souterrain. L'évènement attire nombre de journalistes internationaux dans la semaine où l'épidémie est à son pic, faisant les gros titres de la presse locale. Ces journalistes font alors connaitre l'épidémie au monde entier.

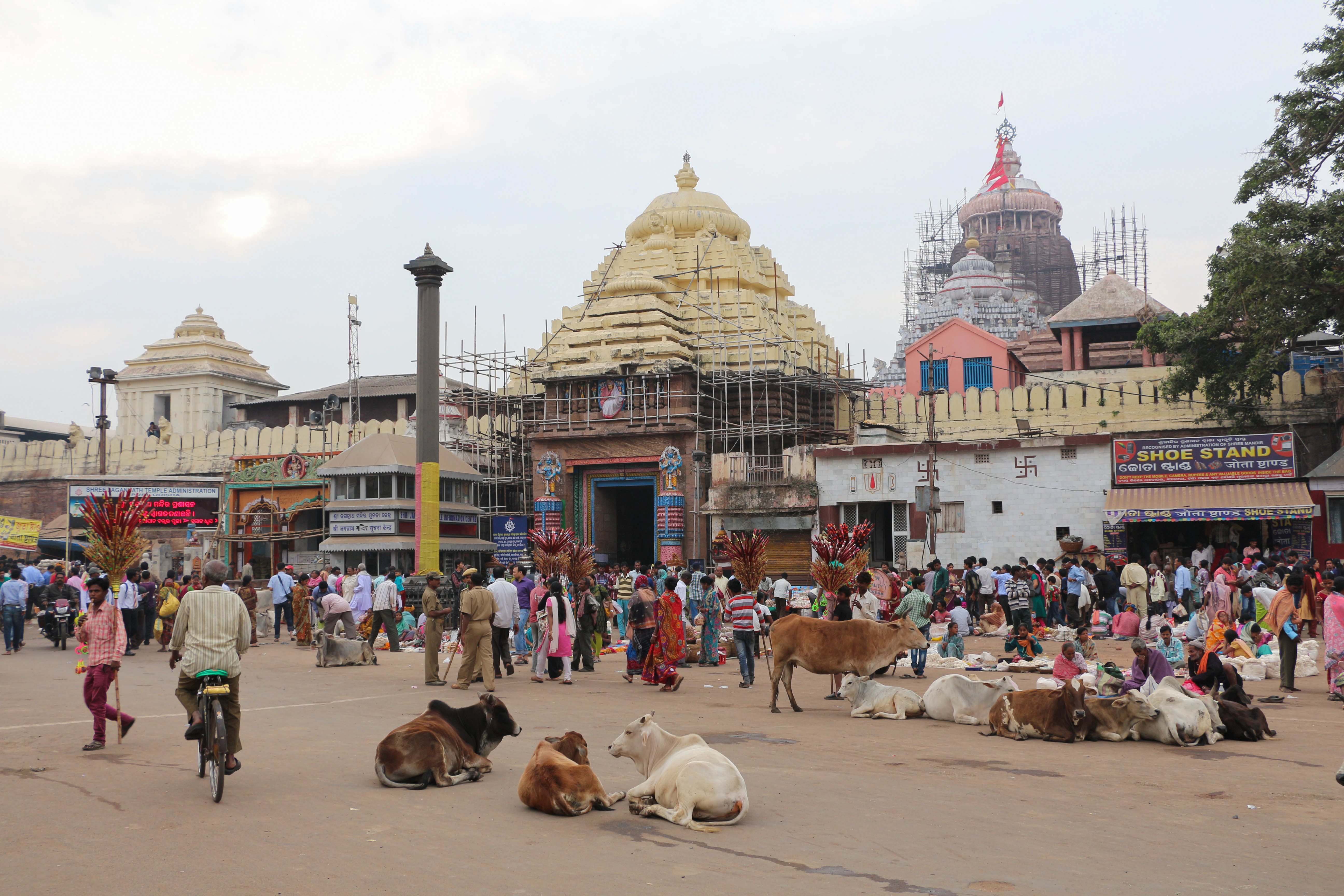
Entrée principale du temple de Jagannath de Purî, l'une des villes saintes de l'Inde.

L'aide internationale est relancée sur le plan financier (notamment par l'agence suédoise de développement),   matériel et humain, avec la participation d'organisations privées (Rotary Club, Lions Clubs, Tata Group...). 
Le second semestre 1974 voit des efforts redoublés, tel le « Containment book » ou livre d'endiguement, utilisé pour chaque foyer épidémique. Il contient le nom des personnes vivant dans chacun des 500 logements les plus proches d'une famille infectée, et qui doivent être visitées pour être vaccinées. Des mesures particulières sont prises pour le problème des mendiants errants ou celui des marchés hebdomadaires, comme l'octroi de primes pour être vacciné ou pour signaler des cas de variole (affichage de photo de varioleux comme exemple). 
En automne 1974, le nombre de foyers épidémiques chute de 2124 (fin septembre) à 343 (fin novembre). La campagne rencontre des résistances et des refus de coopération. L'épidémie la plus importante de décembre 1974 survient dans une communauté religieuse refusant la vaccination, celle des Jains sur leur lieu de pèlerinage à Purî. Le principal chef religieux, quoique réticent, recommande finalement la vaccination. Purî est mis en quarantaine par la police militaire, et les pèlerins ne sont acceptés qu'après vaccination.

### OpérationTarget Zero
À la fin de l'année 1974, on ne compte plus que 285 villages touchés sur les plus de 575 000 que compte l'Inde, l'élimination de la variole dans ce pays semble à portée de main. Le gouvernement indien, appuyé par l'OMS, lance en janvier 1975 une campagne finale appelée Target Zero, dite « d'urgence absolue » qui tire les leçons des failles ou insuffisances de l'année 1974. Les foyers épidémiques étant désormais en petit nombre, il s'agit de traiter vite et fort l'apparition de tout nouveau foyer. 
Les objectifs sont clairement précisés : aucun nouveau cas ne doit survenir dans les 21 jours qui suivent la découverte d'un foyer épidémique, la transmission de la variole en Inde doit être stoppée en moins de deux mois, avec zéro cas après le mois de février 1975. 
Les moyens désormais disponibles sont représentés par exemple par des équipes de 15 à 20 personnes au moins, composées de 4 surveillants-vaccinateurs pour isoler chaque maison infectée, 8 vaccinateurs pour le village, 2 agents de motivation (mollah ou autre personne respectée de la communauté villageoise), 3 superviseurs-vaccinateurs recherchant les cas contacts, et un chef d'équipe. 
La recherche de nouveaux cas à partir d'un foyer épidémique se fait au porte-à-porte dans un rayon de 16 km, répétée deux semaines plus tard dans un rayon de 8 km, pour retrouver les cas en incubation lors de la première recherche. La prime accordée à toute personne signalant un nouveau cas de variole est portée à 100 roupies. Le coût d'une opération Target zero est estimée à 2700 $ US par village. 

Entrée de la gare de Karimganj.

Après le premier janvier 1975, il n'y aura plus que 1436 cas de variole en Inde, alors que l'hiver-printemps était la saison de plus forte transmission. Le dernier cas de variole en Inde survient le 24 mai 1975. Il s'agit de Saiban Bibi, une femme sans-abri de 30 ans, qui a présenté une éruption alors qu'elle mendiait à la gare de Karimganj, dans la région frontalière avec le Bangladesh. De façon surprenante, alors qu'elle avait été en contact avec de nombreuses personnes (4535 billets vendus pour 9 trains avec 68 destinations différentes), aucun autre cas n'a été retrouvé malgré des recherches intensives.  
Le 1er juillet 1975, la prime pour signaler un nouveau cas de variole est portée à mille roupies, soit 125 $ US, l'équivalent de 4 mois de salaire pour un ouvrier indien non qualifié. Le 15 août 1975, anniversaire de l'Indépendance, le gouvernement indien proclame l'élimination de la variole.  

## Bilan
La variole a été éliminée en Inde grâce au programme d'éradication de la variole de l'OMS. Ce programme a été officiellement établi en 1958, mais en raison de désaccords logistiques entre l'OMS et le gouvernement de l'Inde, il n'a pas progressé rapidement. Des progrès n'ont commencé à se produire qu'après une meilleure coordination entre l'OMS et les autorités du pays, à la fin des années 60, en particulier grâce au charisme de la virologue et épidémiologiste française Nicole Grasset, qui prend ses fonctions de responsable du programme d'éradication en Inde en 1971.   
Lors de l'épidémie de 1974-1975, 189 439 cas ont été signalés (dont 116 188 au cours de ces cinq premiers mois de 1974). Selon les données disponibles concernant près de 20 000 cas, 31% sont âgés de moins de 5 ans, 40 % de 5 à 14 ans, et 29 % plus de 15 ans, à répartition égale selon le sexe.  
Dans les états non-endémiques, les cas importés survenus sont majoritairement des hommes (64,6 %) dont 18,7 % de plus de 50 ans, ce qui a été attribué aux travailleurs migrants saisonniers et aux pèlerins.

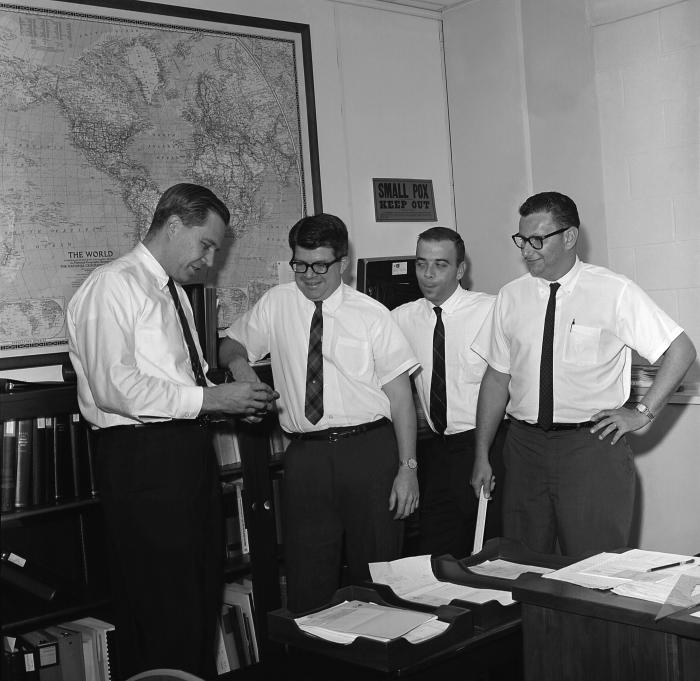
Donald Henderson (le premier à gauche) directeur de la campagne d'éradication mondiale de la variole, en 1966.

Les deux-tiers des cas n'étaient pas vaccinés. Chez les enfants vaccinés de moins de 5 ans du Bihar et du Madhya Prasdesh, la plupart des cas s'expliquent par l'utilisation d'aiguille rotative, moins efficace que l'aiguille bifurquée, comme technique de vaccination antivariolique.
Le taux moyen de mortalité a été de 17,4 %, de 6,5 % chez les 15-19 ans, jusqu'à 43,5 % chez les enfants de moins de un an. Près de 26 000 personnes ont contracté et sont mortes de la variole entre janvier et mai 1974. La plupart des décès sont survenus dans les États du Bihar, de l'Orissa et du Bengale-Occidental. Des milliers de personnes ont survécu mais ont été défigurées ou aveuglées. L'Inde comptait plus de 86 % des cas de variole dans le monde en 1974, principalement en raison de cette épidémie.
Donald Henderson, qui était un officier américain des services de santé publique en poste à New Delhi, a déclaré en juillet 1974 que « si cet intérêt et cette inquiétude concernant la fin de la variole peuvent être maintenus pour les prochains mois, c'est fini. Nous ne pensons pas que nous sommes trop confiant, mais tout semble bien. En juin 1975, nous espérons que nous aurons fini avec la variole en Asie ».
Le dernier cas de variole en Asie survient le 16 octobre 1975 au Bengladesh, et l'éradication en Asie certifiée par l'OMS en 1977. En 1980, la variole a été certifiée comme éradiquée dans le monde .